# SRD5A2
5-альфа-редуктаза 2 - фермент человека, одна из изоформ 5-альфа-редуктазы, кодируемая геном SRD5A2 на 2-й хромосоме.

## Клиническое значение
Мутации гена SRD5A2 вызывают псевдовагинальную перинеоскротальную гипоспадию (OMIM 264600).
По данным одного исследования, вариации как SRD5A2, так и SRD5A1 ассоциированы с синдромом поликистозных яичников, но только SRD5A1 влияет на выраженность гирсутизма у женщин. Мутации гена также могут быть связаны с уменьшенным размером полового члена («микропенис»).